# Брынчаги
Брынча́ги — деревня в Переславском районе Ярославской области на речке Егобыжа.
Постоянное население на 1 января 2007 года — 33 человека.

## География
Село Брынчаги расположено в 176 км по шоссе северо-восточнее Москвы, в 47 км севернее от районного центра г. Переславля-Залесского, в 119 км юго-западнее областного центра — г. Ярославля.
На Ярославском шоссе поворот на село Брынчаги обозначен памятником М. И. Кошкину — на бетонной опоре стоит танк Т-34.
Пруд в селе Брынчаги обнесён земляным валом, поэтому уровень воды в нём выше уровня ровной земли.

## История
Село Брынчаги появилось после того, как деревня Брынчаги слилась с Кадановским погостом. В селе работала церковно-приходская одноклассная школа.

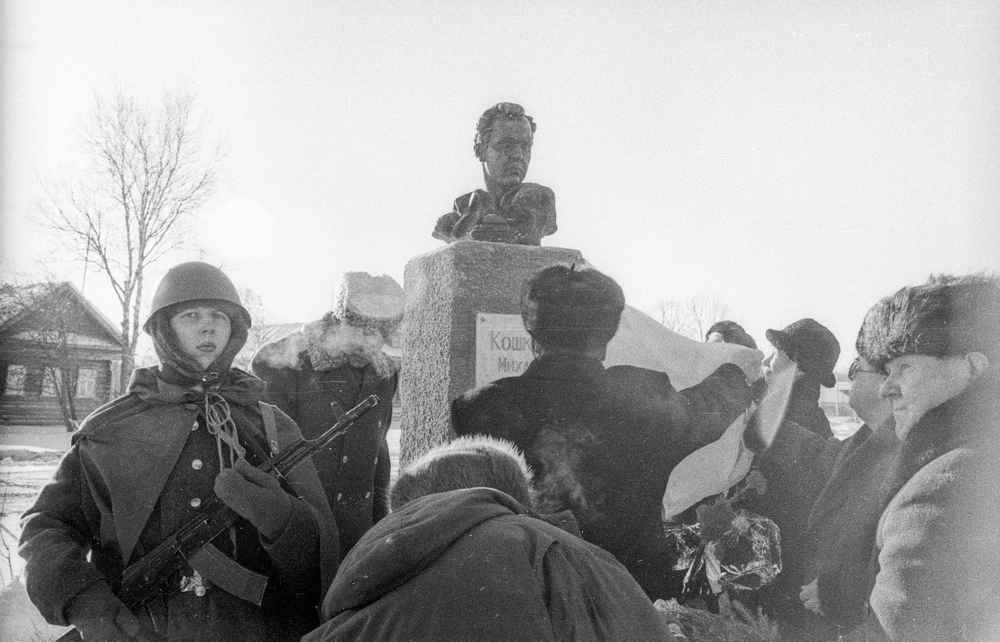
Открытие памятника Михаилу Кошкину

В селе Брынчаги родился создатель танка Т-34, Герой Социалистического Труда М. И. Кошкин и Герой Советского Союза А. И. Кошкин.
В 1935 году 64 единоличных хозяйства села Брынчаги вступили в колхоз «Путь Ленина».
Село входило в колхоз имени Орджоникидзе (центральная усадьба село Рахманово). Здесь работала ферма на 200 голов.

### Спасо-Преображенская церковь

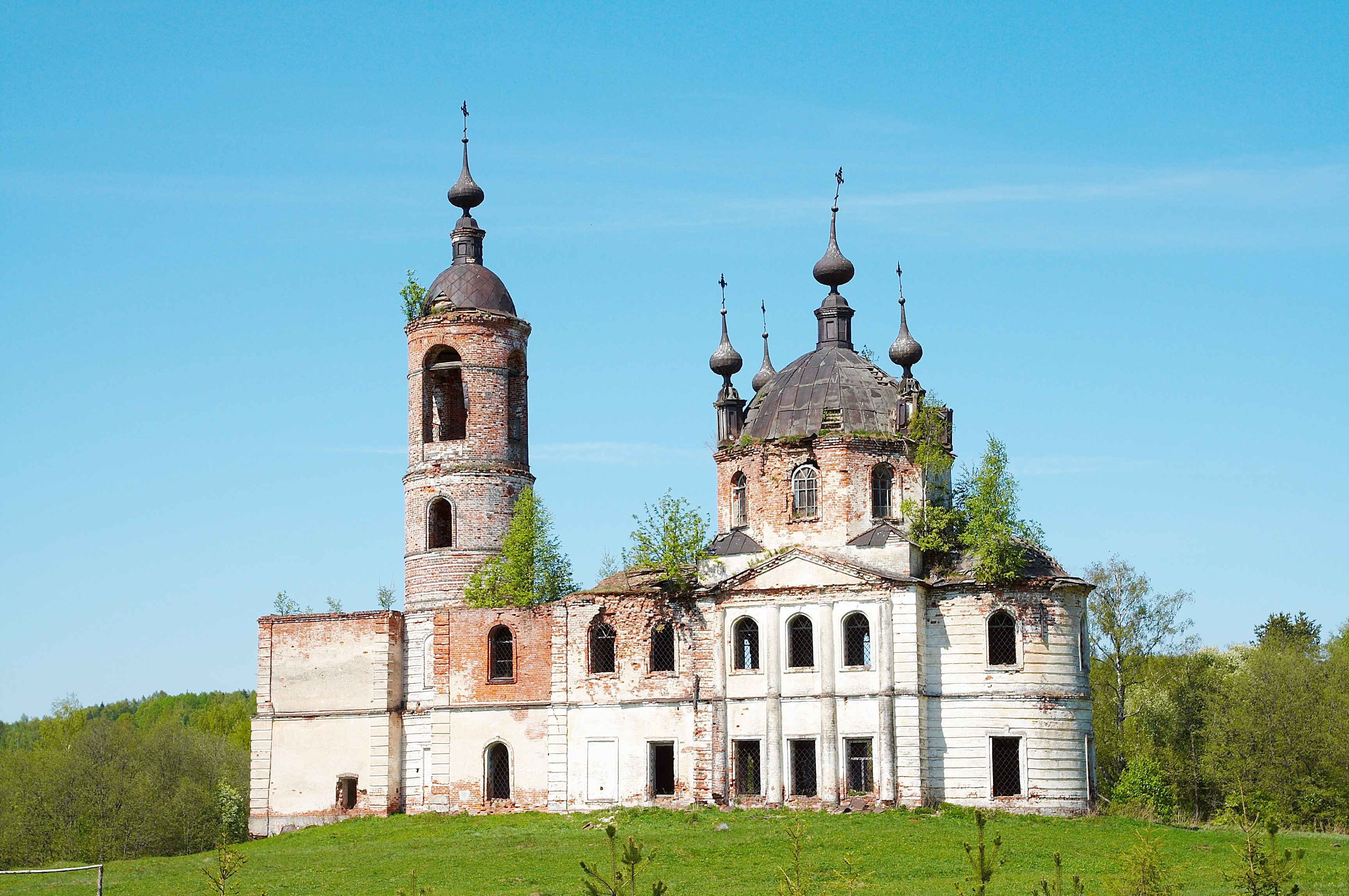
Церковь в селе Брынчаги

Спасо-Преображенская церковь построена в 1830 году тщанием прихожан, доброхотных дателей и при помощи казны, вследствие ходатайства помещицы Поповой. Церковь зданием каменная, двухэтажная. Престолов два: в верхней холодной — во имя Преображения Господня, в нижней тёплой — во имя архистратига Михаила.

## Население
| 1859 | 1914 | 2007 | 2008 | 2010 |
| ---- | ---- | ---- | ---- | ---- |
| 360  | ↘308 | ↘33  | →33  | ↘22  |